# Borís Xpilévski
Borís Ruslànovitx Xpilévski (en rus Борис Русланович Шпилевский) (Moscou, 20 d'agost de 1982) és un ciclista rus, professional des del 2007 fins al 2015. Del seu palmarès destaquen les victòries obtingudes a l'UCI Àsia Tour especialment les del Tour de Hainan, a la Volta al llac Taihu i a la Volta a la Xina.

## Palmarès
- 2003
  - Vencedor de 2 etapes al Gran Premi Guillem Tell
  - Vencedor d'una etapa al Triptyque des Barrages
- 2006
  - 1r al Giro del Friül-Venècia Júlia
- 2007
  - 1r a la Fletxa del sud i vencedor de 2 etapes
  - 1r a la Clàssica Memorial Txuma
  - 1r a la Florència-Pistoia
- 2008
  - 1r al Tour de Hainan i vencedor de 6 etapes
  - Vencedor d'una etapa a la Volta a Bèlgica
- 2009
  - Vencedor de 4 etapes al Tour de Hainan
- 2010
  - Vencedor de 3 etapes al Volta al Marroc
  - Vencedor de 2 etapes als Cinc anells de Moscou
  - Vencedor de 2 etapes a la Volta al llac Qinghai
  - Vencedor de 2 etapes al Memorial Viktor Kapitonov
- 2011
  - 1r a la Volta al llac Taihu i vencedor de 2 etapes
  - Vencedor d'una etapa al Tour de Langkawi
  - Vencedor de 4 etapes a la Volta a la Xina
  - Vencedor de 2 etapes al Tour de Java oriental
  - Vencedor de 2 etapes al Memorial Viktor Kapitonov
- 2012
  - Vencedor de 2 etapes al Friendship People North-Caucasus Stage Race
- 2013
  - Vencedor d'una etapa al Tour de Fuzhou
- 2014
  - 1r a la Volta a la Xina II i vencedor de 2 etapes
  - Vencedor d'una etapa a la Volta a la Xina I
  - Vencedor de 2 etapes a la Volta al llac Taihu
  - Vencedor d'una etapa al Tour de Fuzhou